# 1933年鐵路
此條目列出1933年發生有關鐵路運輸的事件。

## 事件

### 1月
- 1月：由哈利·貝克設計的倫敦地鐵路線圖開始發行[1]。

### 2月
- 2月1日：聖迭戈及亞利桑那東方鐵路（英语：San Diego and Arizona Eastern Railway）成立，吸納所有聖迭戈及亞利桑那鐵路（英语：San Diego and Arizona Railway）營運。
- 2月24日：山陰本線全線通車。

### 4月
- 4月13日：倫敦乘客交通局（英语：London Passenger Transport Board）成立。

### 5月
- 5月20日：大阪市營地下鐵1號線通車，來往梅田站（臨時站）至心齋橋站。
- 5月24日：明知線通車。

### 7月
- 7月1日：倫敦交通局（英语：London Transport (brand)）成立，貝克街及滑鐵盧鐵路（英语：Baker Street and Waterloo Railway）、中央倫敦鐵路併入，成為倫敦地鐵貝克盧線、中央線。
- 7月15日：大西洋城鐵路（英语：Atlantic City Railroad）改名為賓夕法尼亞－雷丁海岸線（英语：Pennsylvania-Reading Seashore Lines）。

### 8月
- 8月1日：帝都電鐵井之頭線通車。

### 9月
- 9月25日：倫敦地鐵中央線加設霍本站。